# Sericosura mitrata
Sericosura mitrata är en havsspindelart som först beskrevs av Gordon, I. 1944.  Sericosura mitrata ingår i släktet Sericosura och familjen Ammotheidae. Inga underarter finns listade i Catalogue of Life.